# Bahnstrecke Jaffa–Jerusalem
| |                                 | | |
| Spurweite: | 1000 / 600 / 1435 mm            | | |
| Stromsystem: | Tel Aviv bis Lod: 25 kV 50 Hz ~ | | |
| Maximale Neigung: | 26,8 ‰                          | | |
| Minimaler Radius: | 100 m                           | | |
| |                                 | | |
| \| \| \| \| \| \| \| \| Feldbahn Hafen Jaffa–Jenkin’s Hill (600 mm), 1917–1928 \| \| \| \| \| \| \| \| \| 0,0 \| Jaffa 1891–1915, 1917–1948 \| Jaffa 1891–1915, 1917–1948 \| \| \| \| ← Rote Linie von Bat Jam seit 2023 \| \| \| \| \| \| \| \| \| \| Gescher Aharon Chelouche \| \| \| \| \| Gescher Nechuschtan \| \| \| \| \| \| \| \| \| \| Allenby Übergang zu Jehudah HaLevi ↔ Violette Linie ab 2026 \| \| \| \| \| \| \| \| \| 1,7 \| Tel Aviv (Darom [ab 1949]) 1920–1970 \| Tel Aviv (Darom [ab 1949]) 1920–1970 \| \| \| \| → Rote Linie nach Petach Tiqwah seit 2023 \| \| \| \| \| \| \| \| \| 1,8 \| Feldbahn Hafen Jaffa–Jenkin’s Hill (600 mm), 1917–1920 \| Feldbahn Hafen Jaffa–Jenkin’s Hill (600 mm), 1917–1920 \| \| \| \| \| \| \| \| 2,4 \| ↔ Rechov Rosch Pinnah \| ↔ Rechov Rosch Pinnah \| \| \| \| Strecke Tel Aviv–Pleschet \| \| \| \| \| \| \| \| \| 4,8 \| Tel Aviv Darom (neu) 1970–1993 Per- sonen-, seither Betriebsbahnhof \| Tel Aviv Darom (neu) 1970–1993 Per- sonen-, seither Betriebsbahnhof \| \| \| \| \| \| \| \| \| \| \| \| \| \| Küstenbahn der Hauptlinie von Tel Aviv haHagannah \| \| \| \| \| \| \| \| \| \| \| \| \| \| 10,35,5 \| km ab Jaffa/km ab Tel Aviv haHagannah Schnellbahn via Ben-Gurion-Flughafen nach Jerusalem J. Navon oder Modiʿin Merkaz \| km ab Jaffa/km ab Tel Aviv haHagannah Schnellbahn via Ben-Gurion-Flughafen nach Jerusalem J. Navon oder Modiʿin Merkaz \| \| \| \| \| \| \| \| 6,6 \| Yazur 1918–1933? \| Yazur 1918–1933? \| \| \| \| \| \| \| \| 13,68,8 \| Kfar Chabad seit 1952 al-Safiriyya 1891–1948 \| Kfar Chabad seit 1952 al-Safiriyya 1891–1948 \| \| \| \| \| \| \| \| 15,811,0 \| von Sarafand \| von Sarafand \| \| \| \| Lod-Gannei Aviv seit 2008 \| \| \| \| \| \| \| \| \| \| Ostbahn von Kfar Saba; 1915–1918 Militär- bahn Masʿūdiyya–Sinai von Masʿūdiyya \| \| \| \| \| \| \| \| \| 17,00,0 \| Lod seit 1891 \| Lod seit 1891 \| \| \| \| \| \| \| \| \| Sinai-Bahn nach Aschqelon bis 1948 weiter nach al-Qantara (Ägypten) \| \| \| \| \| \| \| \| \| 2,5 \| Ramleh seit 2003 \| Ramleh seit 2003 \| \| \| \| \| \| \| \| 3,4 \| Ramleh (alt) 1891–1998; teils zur Unterscheidung auch Ramleh Ost genannt \| Ramleh (alt) 1891–1998; teils zur Unterscheidung auch Ramleh Ost genannt \| \| \| \| \| \| \| \| \| \| \| \| \| \| Bahnstrecke ←Rischon LeZion–Modiʿin→ \| \| \| \| \| \| \| \| \| \| \| \| \| \| \| von Modiʿin per Bahnstrecke Rischon LeZion–Modiʿin \| \| \| \| \| \| \| \| \| 11,5 \| Naʿaneh \| Naʿaneh \| \| \| \| Südbahn der Hauptlinie nach Beʾer Scheva \| \| \| \| \| \| \| \| \| 16,9 \| (Wadi) Surar/Nachal Soreq (ab 1948) Betrieb 1915–1998, seither Ausweiche \| (Wadi) Surar/Nachal Soreq (ab 1948) Betrieb 1915–1998, seither Ausweiche \| \| \| \| \| \| \| \| \| \| \| \| \| \| Militärbahn von Masʿūdiyya nach al-Qusayma \| \| \| \| \| \| \| \| \| 18,2 \| as-Sadschad/el Sejed 1892–1915 \| as-Sadschad/el Sejed 1892–1915 \| \| \| \| \| \| \| \| 31,2 \| Beit Schemesch 1892–1998 und seit 2003 unter vier Namen nacheinander.[2] \| Beit Schemesch 1892–1998 und seit 2003 unter vier Namen nacheinander.[2] \| \| \| \| \| \| \| \| \| Anschluss: Schimschon-Zementfabrik \| \| \| \| 44,4 \| Dayr asch-Schaych 1892–1948[3] \| Dayr asch-Schaych 1892–1948[3] \| \| \| 56,8 \| Bittir 1892–1948[4] \| Bittir 1892–1948[4] \| \| \| 63,0 \| Jerusalem-Bibelzoo 1996–2020 \| Jerusalem-Bibelzoo 1996–2020 \| \| \| 64,0 \| Jerusalem-Malcha 2005–2020 \| Jerusalem-Malcha 2005–2020 \| \| \| \| → Bahnstrecke Tel Aviv–Jerusalem geplant \| \| \| \| 67,5 \| Jerusalem 1892–1998 \| Jerusalem 1892–1998 \| |                                 | | |
| |                                 | | |
| Strecke von rechts (außer Betrieb) |                                 | Feldbahn Hafen Jaffa–Jenkin’s Hill (600 mm), 1917–1928                                                                 | Feldbahn Hafen Jaffa–Jenkin’s Hill (600 mm), 1917–1928                                                                 |
| |                                 | | |
| Bahnhof (Strecke außer Betrieb) | 0,0                             | Jaffa 1891–1915, 1917–1948                                                                                             | Jaffa 1891–1915, 1917–1948                                                                                             |
| Kreuzung mit U-Bahn (Strecke geradeaus außer Betrieb) |                                 | ← Rote Linie von Bat Jam seit 2023                                                                                     | ← Rote Linie von Bat Jam seit 2023                                                                                     |
| Strecke (außer Betrieb) · U-Bahn-Strecke von halbrechts (im Tunnel) |                                 | | |
| Strecke mit Straßenbrücke Streckenanfang (Strecke außer Betrieb) |                                 | Gescher Aharon Chelouche                                                                                               | Gescher Aharon Chelouche                                                                                               |
| Strecke mit Straßenbrücke Streckenanfang (Strecke außer Betrieb) |                                 | Gescher Nechuschtan | Gescher Nechuschtan |
| |                                 | | |
| U-Bahn-Turmhaltepunkt (im Tunnel) |                                 | Allenby Übergang zu Jehudah HaLevi ↔ Violette Linie ab 2026                                                            | Allenby Übergang zu Jehudah HaLevi ↔ Violette Linie ab 2026                                                            |
| |                                 | | |
| Bahnhof (Strecke außer Betrieb) · U-Bahn-Strecke (im Tunnel) | 1,7                             | Tel Aviv (Darom [ab 1949]) 1920–1970                                                                                   | Tel Aviv (Darom [ab 1949]) 1920–1970                                                                                   |
| Strecke (außer Betrieb) · U-Bahn-Strecke nach links (im Tunnel) |                                 | → Rote Linie nach Petach Tiqwah seit 2023                                                                              | → Rote Linie nach Petach Tiqwah seit 2023                                                                              |
| |                                 | | |
| Abzweig geradeaus und nach links (Strecke außer Betrieb) | 1,8                             | Feldbahn Hafen Jaffa–Jenkin’s Hill (600 mm), 1917–1920                                                                 | Feldbahn Hafen Jaffa–Jenkin’s Hill (600 mm), 1917–1920                                                                 |
| |                                 | | |
| Brücke (Strecke außer Betrieb) | 2,4                             | ↔ Rechov Rosch Pinnah                                                                                                  | ↔ Rechov Rosch Pinnah                                                                                                  |
| Kreuzung geradeaus unten (Strecke geradeaus außer Betrieb) |                                 | Strecke Tel Aviv–Pleschet                                                                                              | Strecke Tel Aviv–Pleschet                                                                                              |
| |                                 | | |
| Betriebs-/Güterbahnhof Strecke bis hier außer Betrieb | 4,8                             | Tel Aviv Darom (neu) 1970–1993 Per- sonen-, seither Betriebsbahnhof                                                    | Tel Aviv Darom (neu) 1970–1993 Per- sonen-, seither Betriebsbahnhof                                                    |
| |                                 | | |
| |                                 | | |
| Abzweig geradeaus und von links |                                 | Küstenbahn der Hauptlinie von Tel Aviv haHagannah                                                                      | Küstenbahn der Hauptlinie von Tel Aviv haHagannah                                                                      |
| |                                 | | |
| |                                 | | |
| Abzweig geradeaus und nach links | 10,35,5                         | km ab Jaffa/km ab Tel Aviv haHagannah Schnellbahn via Ben-Gurion-Flughafen nach Jerusalem J. Navon oder Modiʿin Merkaz | km ab Jaffa/km ab Tel Aviv haHagannah Schnellbahn via Ben-Gurion-Flughafen nach Jerusalem J. Navon oder Modiʿin Merkaz |
| |                                 | | |
| ehemaliger Haltepunkt / Haltestelle | 6,6                             | Yazur 1918–1933? | Yazur 1918–1933? |
| |                                 | | |
| Bahnhof | 13,68,8                         | Kfar Chabad seit 1952 al-Safiriyya 1891–1948                                                                           | Kfar Chabad seit 1952 al-Safiriyya 1891–1948                                                                           |
| |                                 | | |
| Abzweig geradeaus und ehemals von rechts | 15,811,0                        | von Sarafand | von Sarafand |
| Bahnhof |                                 | Lod-Gannei Aviv seit 2008                                                                                              | Lod-Gannei Aviv seit 2008                                                                                              |
| |                                 | | |
| Abzweig geradeaus und von links |                                 | Ostbahn von Kfar Saba; 1915–1918 Militär- bahn Masʿūdiyya–Sinai von Masʿūdiyya                                         | Ostbahn von Kfar Saba; 1915–1918 Militär- bahn Masʿūdiyya–Sinai von Masʿūdiyya                                         |
| |                                 | | |
| Bahnhof | 17,00,0                         | Lod seit 1891 | Lod seit 1891 |
| |                                 | | |
| Abzweig geradeaus und nach rechts |                                 | Sinai-Bahn nach Aschqelon bis 1948 weiter nach al-Qantara (Ägypten)                                                    | Sinai-Bahn nach Aschqelon bis 1948 weiter nach al-Qantara (Ägypten)                                                    |
| |                                 | | |
| Bahnhof | 2,5                             | Ramleh seit 2003 | Ramleh seit 2003 |
| |                                 | | |
| ehemaliger Bahnhof | 3,4                             | Ramleh (alt) 1891–1998; teils zur Unterscheidung auch Ramleh Ost genannt                                               | Ramleh (alt) 1891–1998; teils zur Unterscheidung auch Ramleh Ost genannt                                               |
| |                                 | | |
| |                                 | | |
| Kreuzung geradeaus unten (Querstrecke außer Betrieb) |                                 | Bahnstrecke ←Rischon LeZion–Modiʿin→                                                                                   | Bahnstrecke ←Rischon LeZion–Modiʿin→                                                                                   |
| |                                 | | |
| |                                 | | |
| Abzweig geradeaus und ehemals von links |                                 | von Modiʿin per Bahnstrecke Rischon LeZion–Modiʿin                                                                     | von Modiʿin per Bahnstrecke Rischon LeZion–Modiʿin                                                                     |
| |                                 | | |
| ehemaliger Bahnhof | 11,5                            | Naʿaneh | Naʿaneh |
| Abzweig geradeaus und nach rechts |                                 | Südbahn der Hauptlinie nach Beʾer Scheva                                                                               | Südbahn der Hauptlinie nach Beʾer Scheva                                                                               |
| |                                 | | |
| ehemaliger Bahnhof | 16,9                            | (Wadi) Surar/Nachal Soreq (ab 1948) Betrieb 1915–1998, seither Ausweiche                                               | (Wadi) Surar/Nachal Soreq (ab 1948) Betrieb 1915–1998, seither Ausweiche                                               |
| |                                 | | |
| |                                 | | |
| Abzweig geradeaus und ehemals nach rechts |                                 | Militärbahn von Masʿūdiyya nach al-Qusayma                                                                             | Militärbahn von Masʿūdiyya nach al-Qusayma                                                                             |
| |                                 | | |
| ehemaliger Bahnhof | 18,2                            | as-Sadschad/el Sejed 1892–1915                                                                                         | as-Sadschad/el Sejed 1892–1915                                                                                         |
| |                                 | | |
| Bahnhof | 31,2                            | Beit Schemesch 1892–1998 und seit 2003 unter vier Namen nacheinander.                                                  | Beit Schemesch 1892–1998 und seit 2003 unter vier Namen nacheinander.                                                  |
| |                                 | | |
| Abzweig ehemals geradeaus und nach links |                                 | Anschluss: Schimschon-Zementfabrik                                                                                     | Anschluss: Schimschon-Zementfabrik                                                                                     |
| Bahnhof (Strecke außer Betrieb) | 44,4                            | Dayr asch-Schaych 1892–1948                                                                                            | Dayr asch-Schaych 1892–1948                                                                                            |
| Bahnhof (Strecke außer Betrieb) | 56,8                            | Bittir 1892–1948 | Bittir 1892–1948 |
| Bahnhof (Strecke außer Betrieb) | 63,0                            | Jerusalem-Bibelzoo 1996–2020                                                                                           | Jerusalem-Bibelzoo 1996–2020                                                                                           |
| Bahnhof (Strecke außer Betrieb) | 64,0                            | Jerusalem-Malcha 2005–2020                                                                                             | Jerusalem-Malcha 2005–2020                                                                                             |
| Abzweig geradeaus und nach links (Strecke außer Betrieb) |                                 | → Bahnstrecke Tel Aviv–Jerusalem geplant                                                                               | → Bahnstrecke Tel Aviv–Jerusalem geplant                                                                               |
| Kopfbahnhof Streckenende (Strecke außer Betrieb) | 67,5                            | Jerusalem 1892–1998 | Jerusalem 1892–1998 |

Die Eisenbahnstrecke Jaffa–Jerusalem (J&J-Linie) war die erste Eisenbahnstrecke auf dem Gebiet des heutigen Staates Israel und zugleich im Nahen Osten. Sie entstand als Schmalspurbahn im Osmanischen Reich und verband seit 1892 den Hafen von Jaffa mit Jerusalem. Heute verbindet sie in Normalspur Tel Aviv-Savidor mit Beit Shemesh. Der frühere Endpunkt Jerusalem (zuletzt Jerusalem-Malcha 20 Minuten außerhalb des Stadtzentrums) wurde zuletzt 2020 bedient, jedoch gibt es Pläne, mittel- bis langfristig einen Ringschluss zur Bahnstrecke Tel Aviv–Jerusalem unter Anbindung des Stadtzentrums zu errichten.

## Anfänge

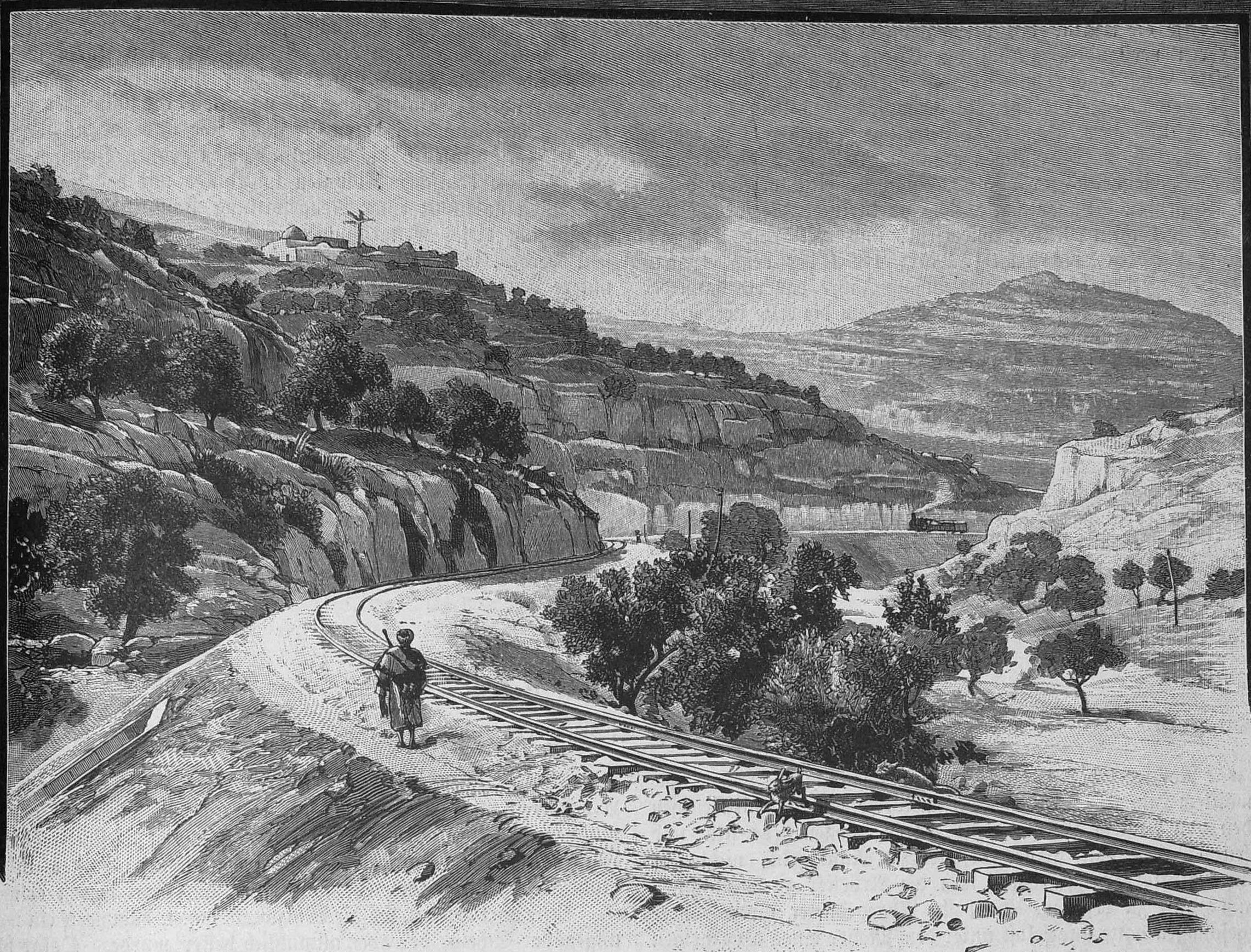
„Landschaft an der Bahnlinie von Jaffa nach Jerusalem“, 1893 von Gustav Bauernfeind

Im letzten Viertel des 19. Jahrhunderts wurden mehrfach Versuche unternommen, Jerusalem und die Mittelmeerküste mit einer Eisenbahn zu verbinden. Die Geldgeber setzten auf Tourismus im osmanischen Mutesarriflik Jerusalem, besonders auf Pilger, da der reine Binnenverkehr des Landes keinen wirtschaftlichen Betrieb versprach. 1876 gab es dazu z. B. eine spanische Initiative.

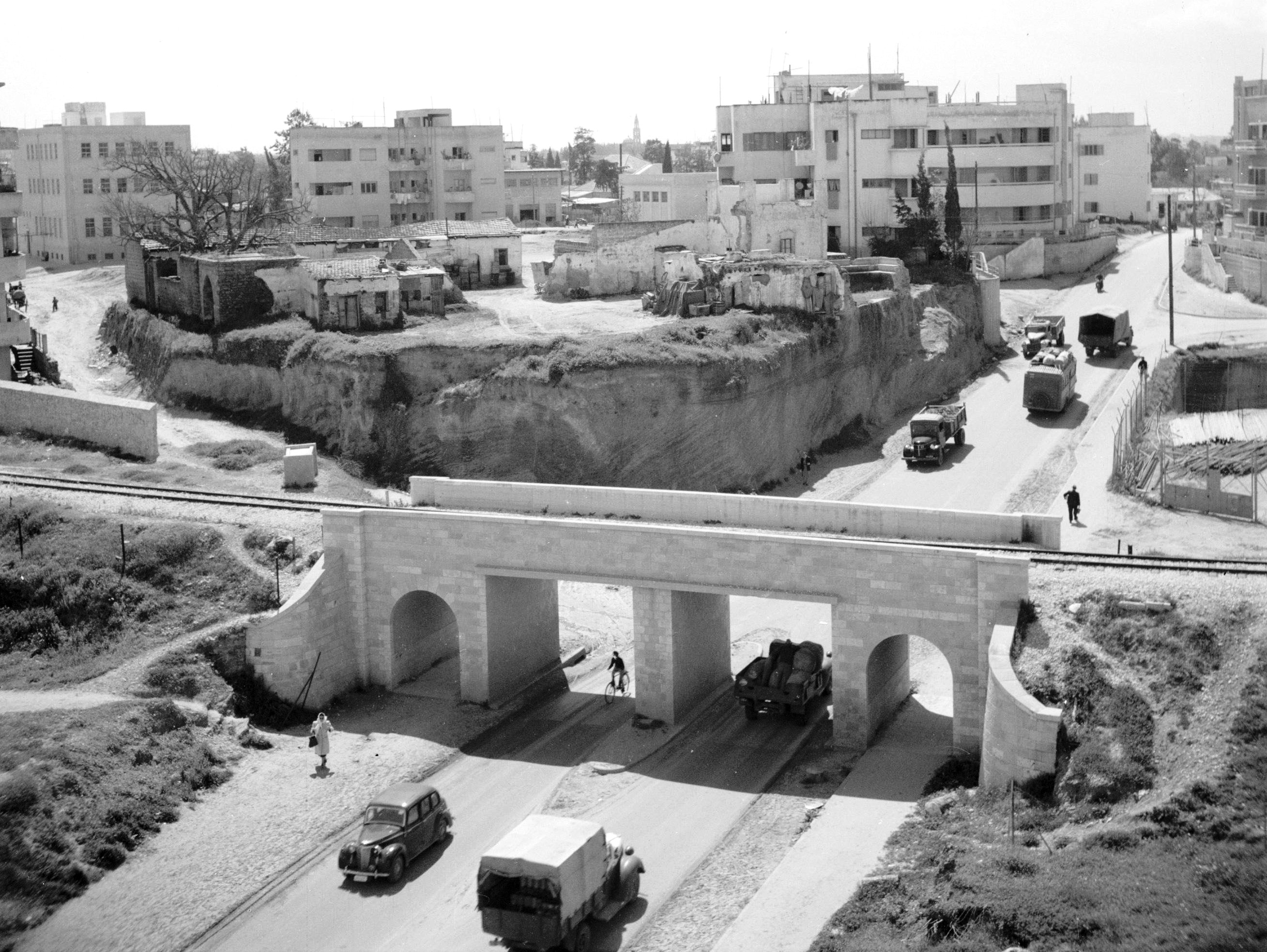
Gescher Rosch Pinnah der J&J-Linie über Tel Avivs Rechov Rosch Pinnah mit Blick zum Turm der Apostel-Petrus-Kirche in Abu Kabir, 1948

Die Initiative, die dann zu der maßgeblichen Konzession der osmanischen Regierung (Hohe Pforte) in Konstantinopel (heute: Istanbul) vom 28. Oktober 1888 führte, ergriff der in Jerusalem lebende deutsch-schweizerische Bankier Johannes Frutiger (1836–1899). Da die Hohe Pforte die Konzession nur einem osmanischen Untertan erteilen würde, trat offiziell der jüdische Geschäftsmann Joseph Navon aus Jerusalem auf. Da das nötige Kapital weder im Lande noch durch deutsche Geldgeber aufzutreiben war, wurde die Konzession an eine französische Finanzgruppe verkauft. Diese gründete im Dezember 1889 die Société du Chemin de Fer Ottoman de Jaffa à Jérusalem et Prolongements (J & J); Joseph Navon arbeitete später als Angestellter der J & J in Paris, wo er 1934 starb.

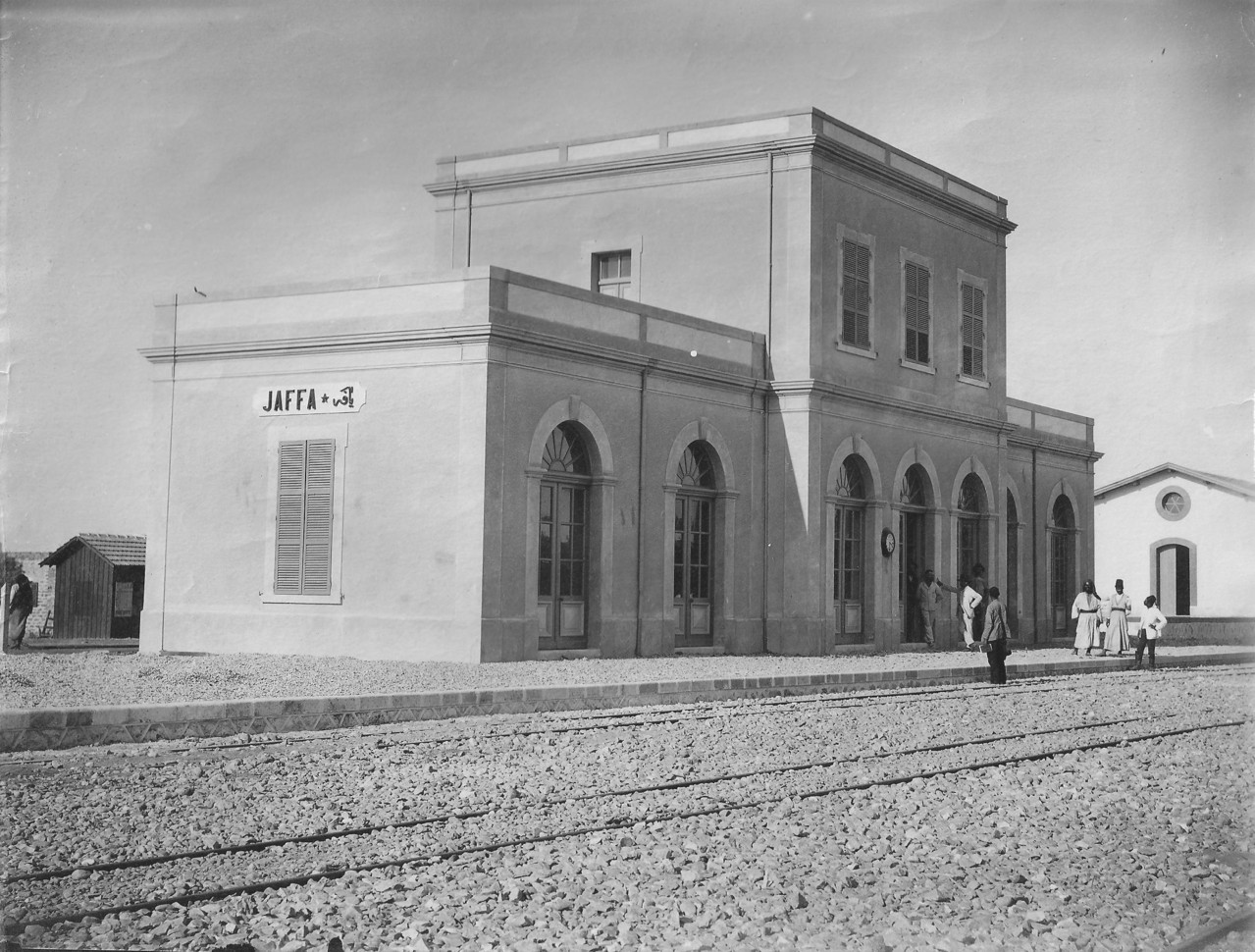
Bahnhof Jaffa 1891

Die Ingenieurarbeiten für den Bahnbau wurden der Société des Travaux Publics et Constructions aus Paris übertragen. An einer Erkundungsreise für den Bahnbau im Jahr 1889 nahm auch der in der Schweiz ausgebildete elsässische Ingenieur René Koechlin teil. Baubeginn war am 31. März 1889 in Yazur. Chefingenieur war der Schweizer Gerold Eberhard. In französischer Tradition für Schmalspurbahnen wurde die Spurweite von 1000 mm gewählt; ein kostengünstiger Bau stand im Vordergrund. So wurden Kunstbauten, trotz der Judäischen Berge, die die Topografie der Linie in ihrer östlichen Hälfte bestimmen, weitgehend vermieden; es gibt keine Tunnel. Die längste Brücke war eine Stahlkonstruktion von 30 m Spannweite.
Mit 26,8 Promille Steigung in bergigem Gelände und einem Halbmesser von 100 m war das Ergebnis für eine Schmalspurbahn gleichwohl nicht schlecht und spricht für das Können ihrer Erbauer. Der Abschnitt zwischen Beit Schemesch und Jerusalem ist landschaftlich außerordentlich schön. Die Strecke folgt dem Tal des Soreqs. Der Oberbau wurde aus Kostengründen ebenfalls sehr leicht gehalten. Bauholz gab es im Land kaum. Selbst Bahnschwellen mussten aus Europa importiert werden. Das erfolgte über den damals recht primitiven Hafen von Jaffa, in dem Schiffe nur mit Leichtern entladen werden konnten. Zeitweilig wurde für den Eisenbahnbau ein Landesteg errichtet und betrieben, zwischendurch aber auch von einem Sturm wieder weggerissen. Alles Material bis hin zu den Lokomotiven musste so ins Land gebracht werden.

## Erste Fahrzeuge

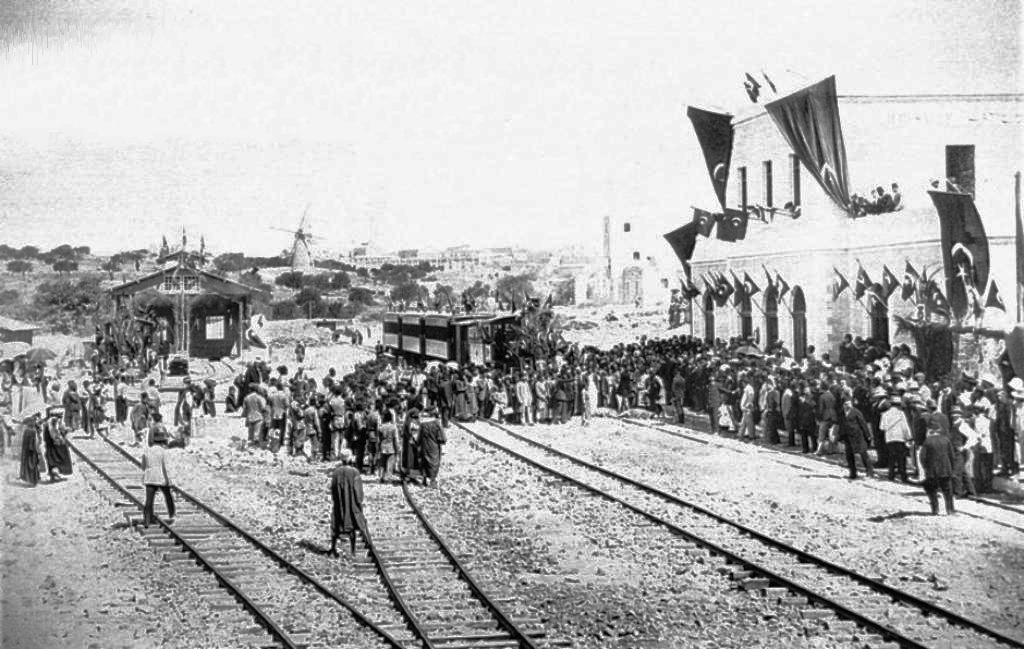
Eröffnungszug in Jerusalem am 26. September 1892

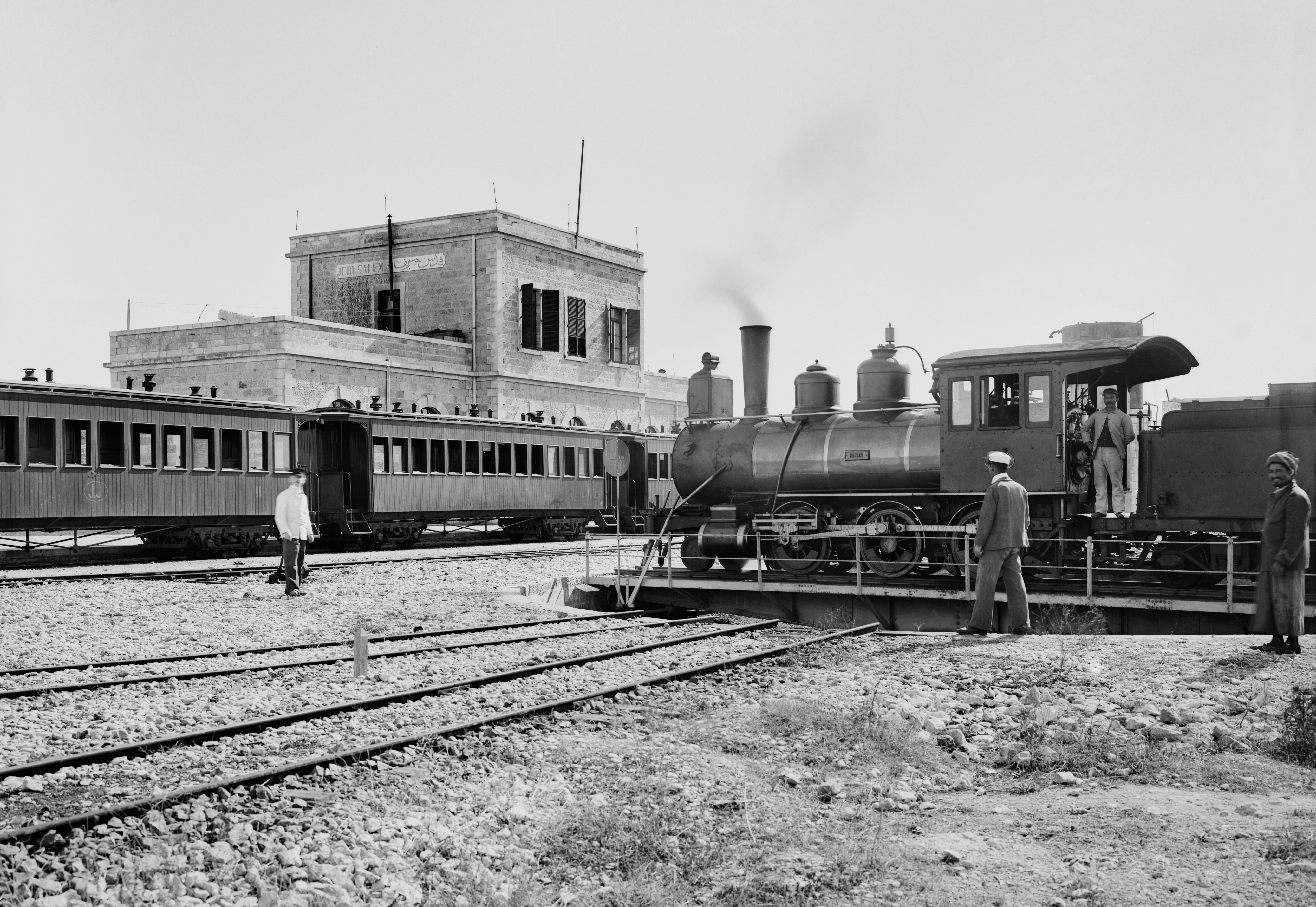
Bahnhof Jerusalem

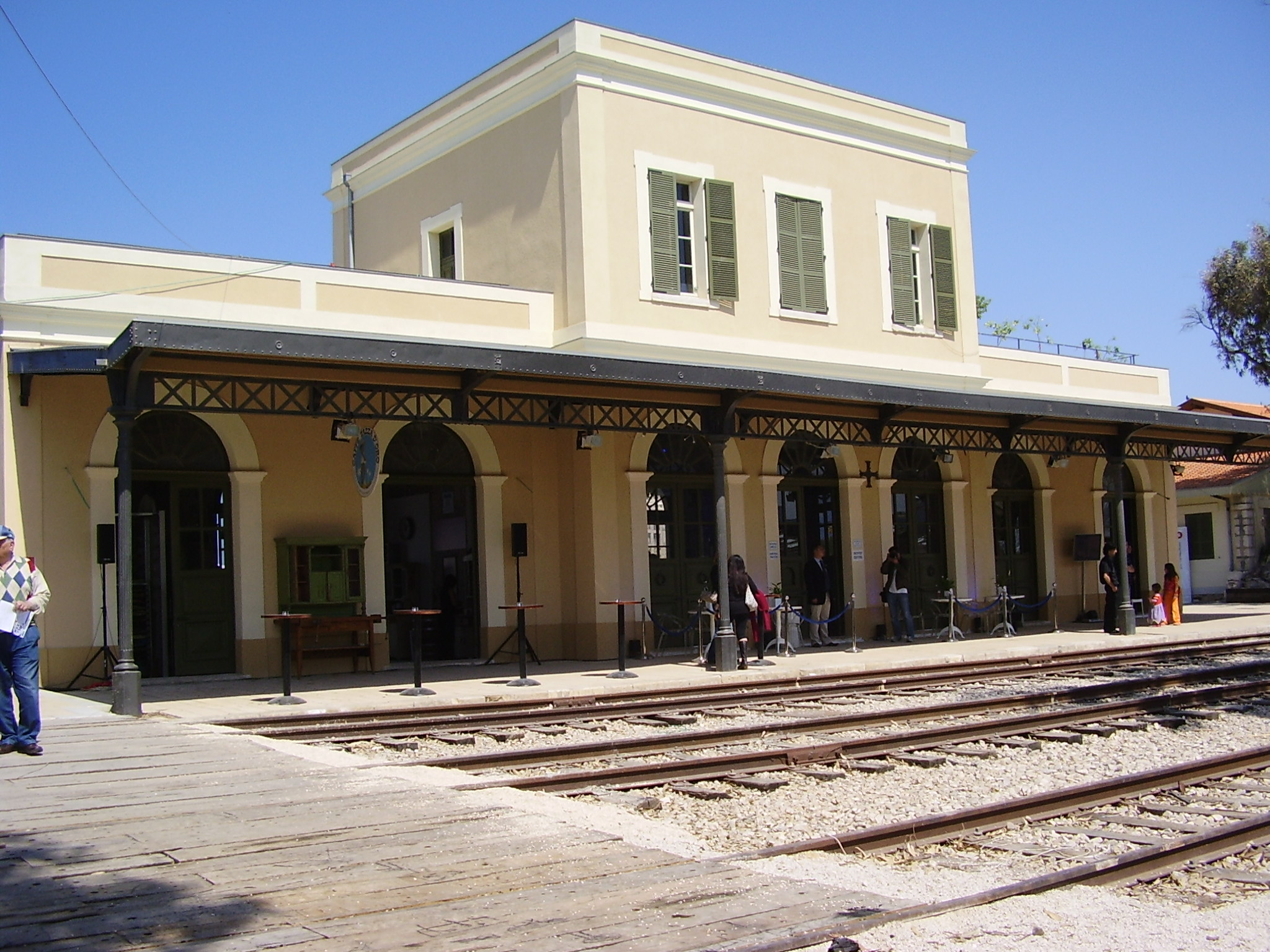
Renovierter stillgelegter Bahnhof Jaffa, 2009

Die drei ersten Lokomotiven wurden bei Baldwin Locomotive Works in Philadelphia, USA hergestellt. Sie kamen schon während der Bauarbeiten zum Einsatz. Es waren Schlepptender-Lokomotiven, Jahrgang 1890, Achsfolge 1'C. Sie waren mit dem für amerikanische Lokomotiven typischen Beiwerk ausgestattet: Kuhfängern, Glocken und Funkenfängern am Schornstein und fuhren unter den Namen Jerusalem, Jaffa und Ramla. 1892 kamen anlässlich der Betriebsaufnahme der Gesamtstrecke zwei weitere, baugleiche Lokomotiven hinzu, die Lydda und die al-Sejed. Vier Exemplare wurden im Ersten Weltkrieg, noch unter osmanischer Regie, auf 1050 mm umgespurt, wie auch der Streckenabschnitt Lod bis Jerusalem, und im Laufe der Kampfhandlungen an der Palästinafront zerstört. Nur Nr. 3 (Ramla) überlebte die Kampfhandlungen bis 1930, nachdem sie mit dem der Lok 4 entnommenen Kessel repariert worden war.
Auch die ersten Personenwagen, Großraum-Durchgangswagen mit hölzernen Wagenkästen, offenen Plattformen und zweiachsigen Drehgestellen, waren vermutlich amerikanischer Herkunft. Von den beiden Wagenklassen war die untere spartanisch: Hölzerne Bänke reihten sich entlang der Längswände; Frauen und Männer fuhren in getrennten Abteilen.
Das neue Jahrhundert brachte dann leistungsfähigere Maschinen: Die in Berlin bei Borsig gebauten Mallet-Lokomotiven B'B waren 34 t schwer. 1904, 1908 (2) und 1914 wurden insgesamt vier Stück geliefert. Sie erhielten die Namen Bittir (Nr. 6), Dayr Aban (Nr. 7) und vielleicht Dayr asch-Schaych. Die vierte wurde aufgrund des Kriegsausbruchs in Alexandria von der britischen Verwaltung beschlagnahmt. Alle ausgelieferten Lokomotiven wurden während des Ersten Weltkrieges auf 1050 mm umgespurt und beim Rückzug der osmanischen Truppen mit nach Norden genommen. Sie gehörten nach dem Krieg zum Fuhrpark des syrischen Teils der Hedschasbahn.

## Betrieb

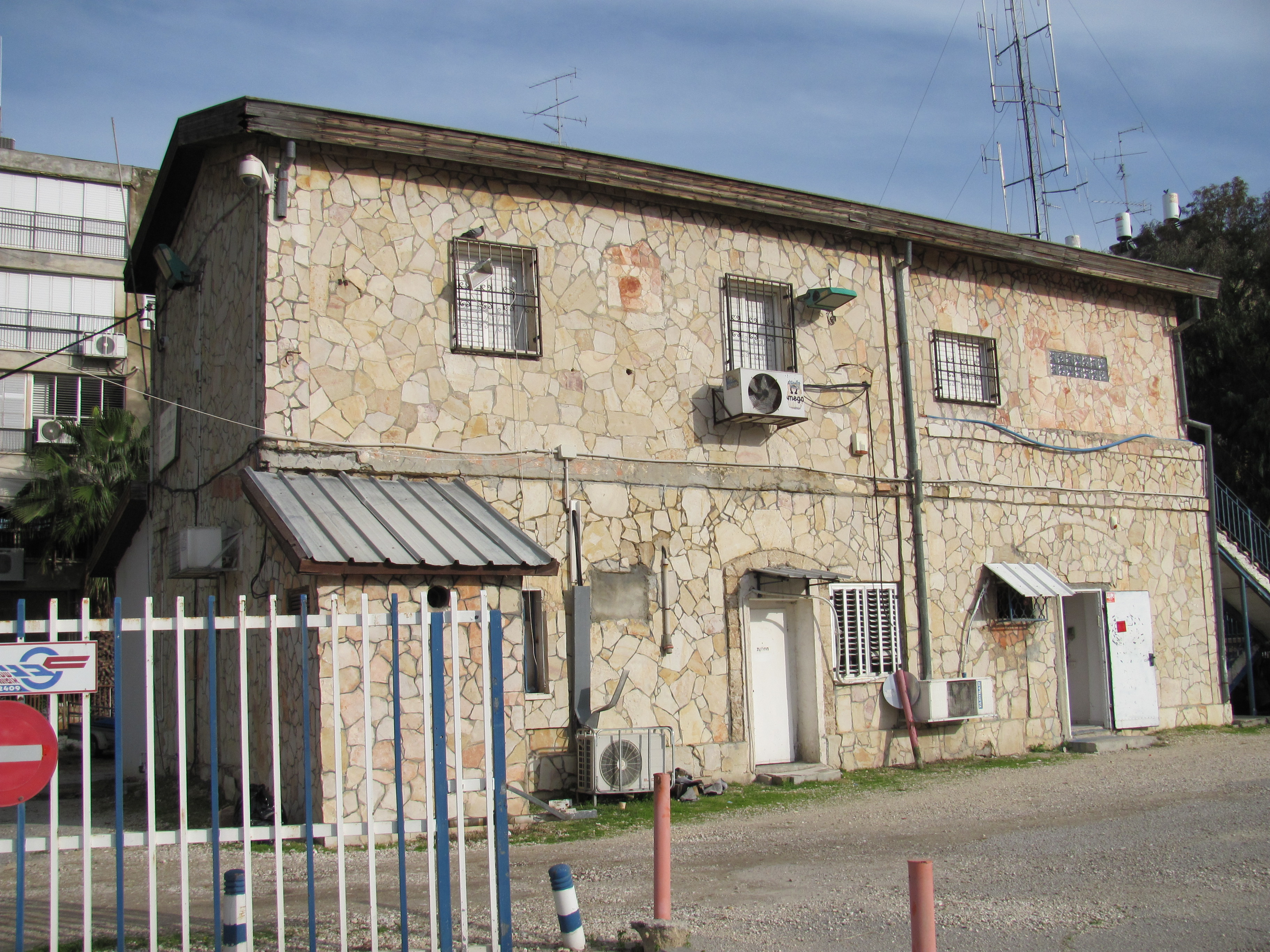
Alter Bau des Bahnhofs Lod, 2009

Im April 1891 wurde als erstes Teilstück, die Strecke Jaffa–Ramla (23 km), in Betrieb genommen, im Dezember lief der Betrieb bis Dayr Aban und am 27. August 1892 erreichte der erste Personenzug Jerusalem. Der Verwaltungsrat der Bahngesellschaft setzte sich nun aus zwei Osmanen, zwei Franzosen, einem Juden und dem Basler Bankier Johannes Frutiger zusammen.
Die Eisenbahn hatte einen nachhaltigen Entwicklungsschub für Jerusalem zur Folge: Nach zehn Jahren hatte sich dessen Einwohnerzahl verdoppelt und die Stadt durch sie auch mit Lebensmitteln versorgt. Die Bahn führte zudem die europäische Zeitmessung in Jerusalem ein. Anfangs verkehrte ein Personenzugpaar pro Tag, später waren es zwei.
Insbesondere dem unzureichenden Schienenmaterial soll es zuzuschreiben sein, dass die Betreiber anfangs wenig Freude an der Bahn hatten. Die Störfälle – meist Entgleisungen in den Kurven – häuften sich. Reparaturen fraßen den schmalen Gewinn auf. Die Bahn befand sich des Öfteren in finanziellen Schwierigkeiten und stand mehrmals vor dem wirtschaftlichen Aus. 1894 musste der Verkehr für kurze Zeit sogar eingestellt werden. Passagiere klagten über den mangelnden Komfort und die Unzuverlässigkeit des Betriebes. Toiletten gab es im Zug nicht. Statt der im Fahrplan angegebenen Fahrzeiten von drei Stunden waren die Züge meist sechs bis neun Stunden auf der 87 km langen J&J-Linie unterwegs. Ein anderes Problem stellten die saisonalen Schwankungen im Passagieraufkommen dar. Der Pilger- und Touristenverkehr konzentrierte sich auf das Frühjahr, so dass die meisten 1.-Klasse-Wagen neun Monate im Jahr ungenutzt herumstanden. Gleichwohl konnten den Aktionären 1901 5½ % Dividende gezahlt werden, der Umsatz betrug 1,5 Mio. französische Franc.

## Erster Weltkrieg
Während des Ersten Weltkrieges wurde die J&J-Linie, die als französisches Unternehmen seit Kriegseintritt des Osmanischen Reichs auf Seiten der Mittelmächte Feindvermögen darstellte, beschlagnahmt und ihr Betrieb der osmanischen Militärbahn in Palästina übertragen, die wiederum unter osmanischer Militärverwaltung stand. Die weitest nach Süden reichende Nebenstrecke der Hedschasbahn, die Samarienbahn, war wie erstere mit einer Spurweite von 1050 mm angelegt. Für die osmanische Offensive Richtung Suezkanal wurde deren Strecke von Dschenin aus nach Süden vorangetrieben und nutzte zwischen Lod und dem Soreq-Tal (arab. Wadi es-Sarar) die Trasse der J&J-Linie, die zu diesem Zweck zunächst auf diesem Teilstück, später vollständig bis Jerusalem, auf 1050 mm umgespurt wurde. Der Abschnitt Jaffa – Lod wurde aufgegeben und demontiert, da der Hafen von Jaffa durch die Royal Navy blockiert und damit für das Osmanische Reich nutzlos geworden war und das Material des Oberbaus dringend für den Vorstoß der Bahn Richtung Suezkanal benötigt wurde.

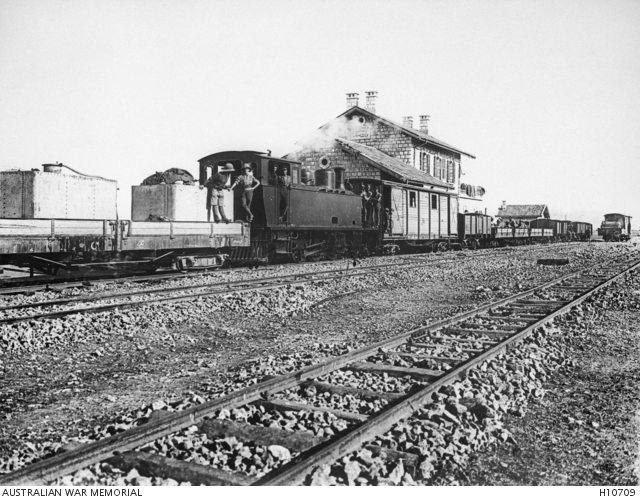
Bahnhof Wadi as-Surar, 1915 am Abzweig der osmanischen Militärbahn Masʿūdiyya–Sinai nach al-Qusayma eingerichtet, 1917

Nachdem die Briten im Ersten Weltkrieg die Oberhand gewannen, trieben die britischen Militärbahnen in Palästina (Palestine Military Railways), von Ägypten kommend, die dortige normalspurige Sinai-Bahn durch Palästina nach Norden bis Lod. Noch während des Krieges ließ die britische Egyptian Expeditionary Force ihr Egyptian Labour Corps (ELC) aus ägyptischen Zwangsrekrutierten, die Strecke nach Jerusalem auf Normalspur umstellen, um sie ohne Umspurung von Schienenfahrzeugen oder Umladung von Frachten in den kriegsbedingt sehr starken Schienenverkehr (Nachschub) einbeziehen zu können. Dies geschah von Lod aus zunächst mit einem Dreischienengleis, das bis Artuf führte. Diese Arbeiten waren innerhalb eines Monats Ende März 1918 beendet.

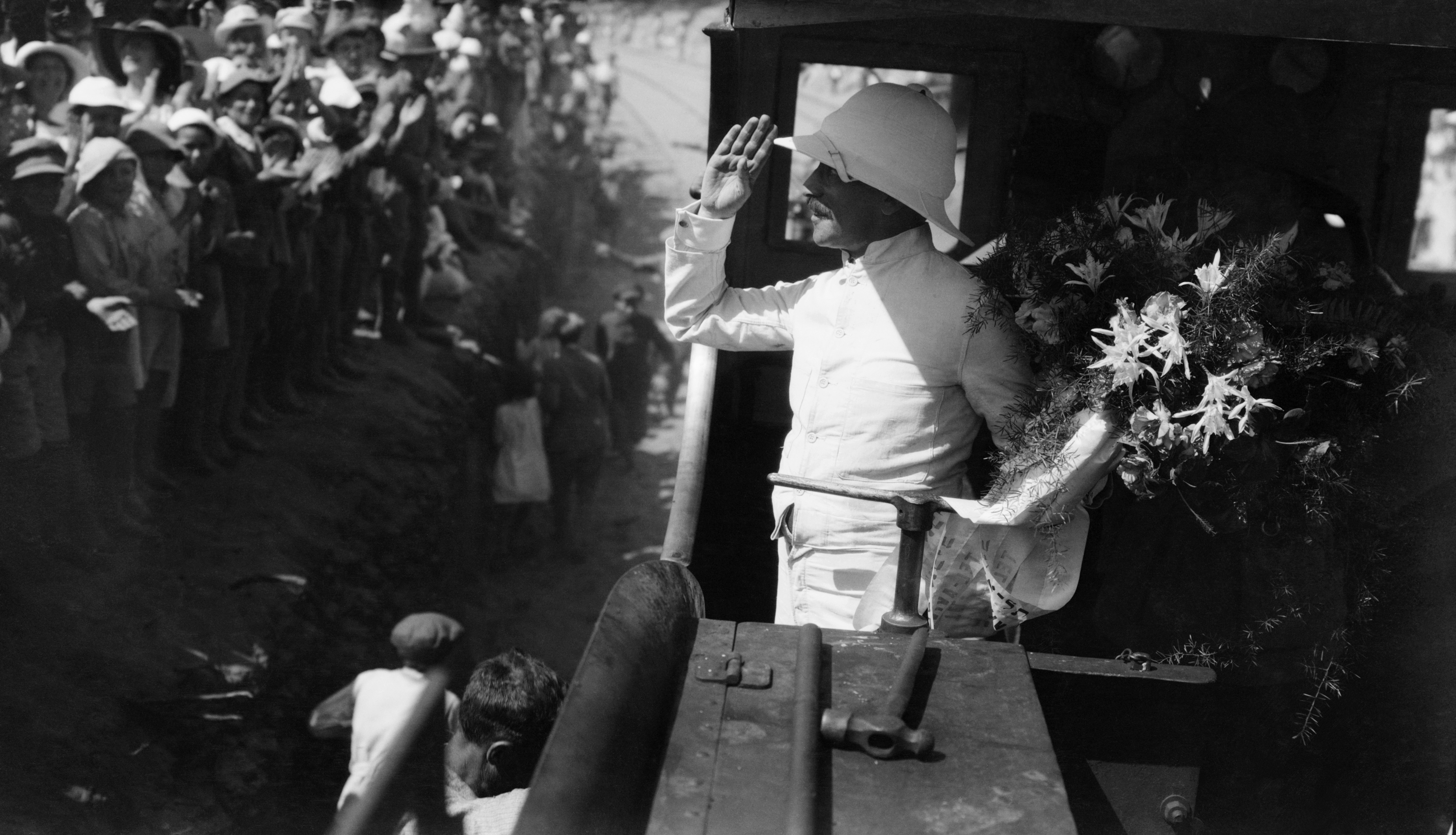
Herbert Samuel, britischer Hochkommissar, eröffnete per Zug die Strecke wieder, 1920

Ende April wurde der Rest der Strecke in Angriff genommen. Der Verkehr wurde täglich für acht Stunden unterbrochen. Jeweils ein entsprechendes Stück der Schmalspur wurde entfernt, der Oberbau erneuert, die Gleise der Normalspur und zwischen sie noch einmal erneut die Gleise der Schmalspur verlegt. Anschließend lief der Schmalspur-Betrieb über die Strecke weiter. Am 15. Juni konnte dann der Normalspurbetrieb auf der gesamten J&J-Linie aufgenommen werden.

## Palestine Railways

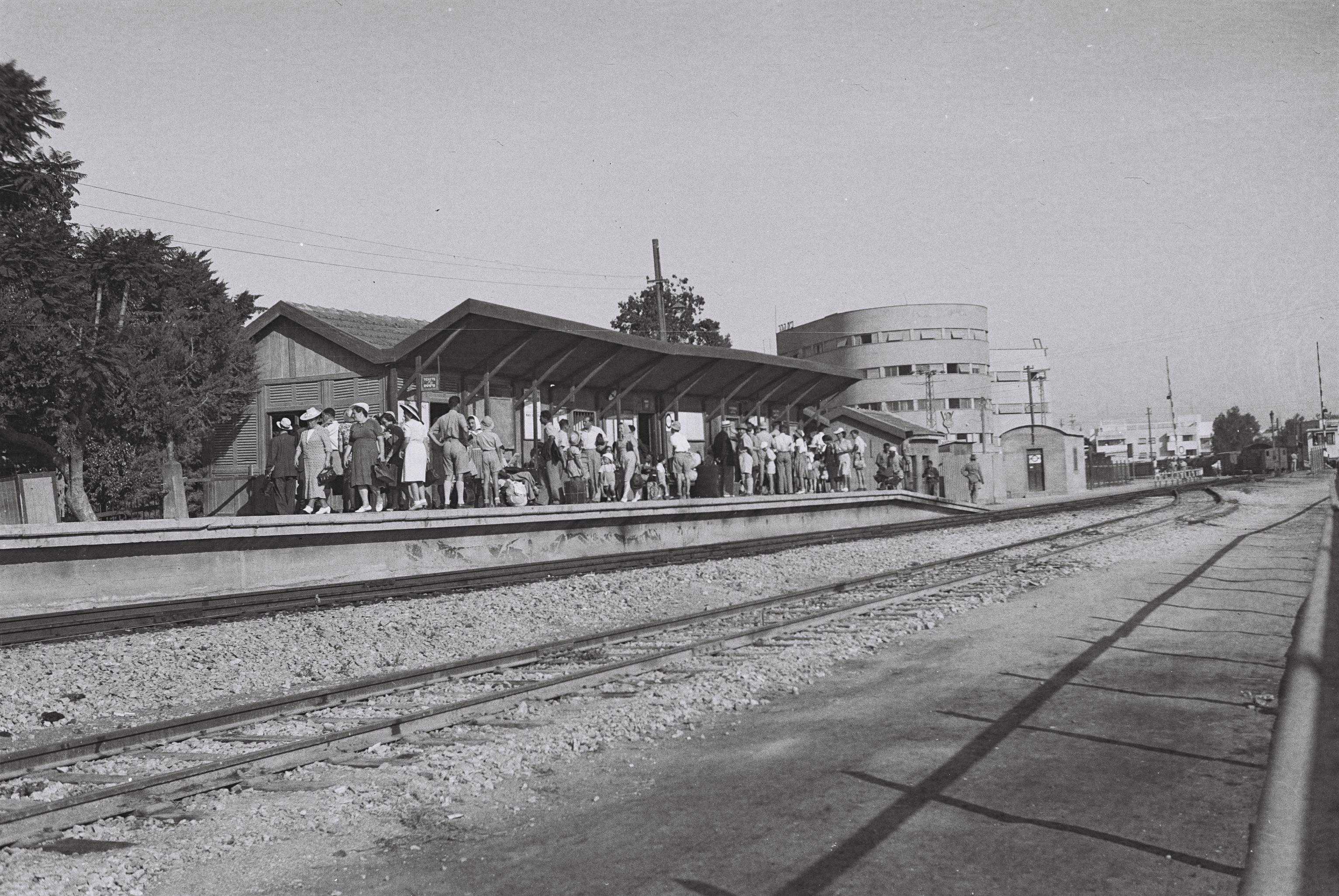
Bahnsteig des alten Bahnhofs Tel Aviv (ab 1949: Südbahnhof) mit Blick zum Beit Hadar, 1944

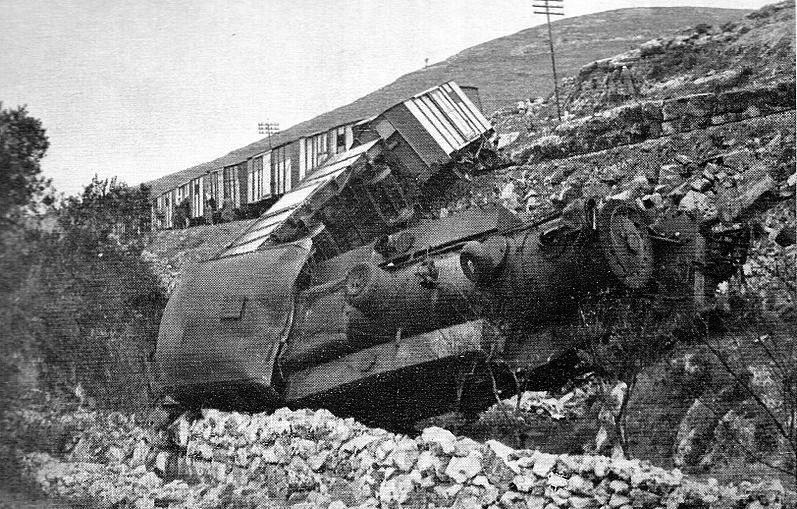
Entgleister Güterzug nach einem Anschlag prozionistischer Terroristen, 1946

Nach dem Ersten Weltkrieg wurde die Strecke zusammen mit den vom britischen Militär aus Richtung Ägypten vorangetriebenen Strecken in die neu gegründeten Palestine Railways (PR) eingebracht. Die französischen Eigentümer der J & J wurden abgefunden. Ab dieser Zeit teilte die J&J-Linie das Schicksal der Palestine Railways.
Vor dem Zweiten Weltkrieg kam es zu arabischen antizionistischen, nach diesem Krieg zu Sabotageakten der Hagana, um Großbritannien als Mandatsmacht zu zermürben. Im folgenden Bürgerkrieg der Mandatszeit zwischen arabischen und jüdischen Palästinensern ab November 1947 (nach dem UNO-Beschluss 181 (II), Palästina zu teilen, womit der Abzug der Briten absehbar war) schlugen beide Seiten zu, wo sie jeweils einen Nachteil für die gegnerische Partei davon erhofften.
Sich häufende Anschläge kosteten viele Eisenbahner und Bahnreisende das Leben und behinderten den Bahnbetrieb erheblich. Einheimische Zivileisenbahner weigerten sich zunehmend auf häufig angegriffenen Strecken ihren Dienst zu tun, weshalb mehr und mehr britische Militäreisenbahner eingesetzt wurden. Auf der J&J-Linie konnten im Bürgerkrieg zwischen den benachbarten Städten ab Januar 1948 der Bahnhof Jaffas und schließlich im folgenden Monat der alte Bahnhof Tel Avivs (ab 1949 mit dem Namenszusatz Darom [d. h. Süd]) nicht mehr bedient werden.:490 Die PR gaben diesen Abschnitt auf und leiteten ab Februar 1948 den Verkehr zwischen Tel Aviv im Süden mit Jerusalem und dem Norden über die Ost- und Jarqonbahn nach Petach Tiqwah um und weiter per Bus bzw. Lastwagen nach Tel Aviv, wobei sich 400 geladene Güterwaggons stauten.:490
Im Ballungsraum Tel Aviv verknappten sich Lebensmittel und Brennstoffe entsprechend.:498 Bahnbetrieb auf der Strecke zwischen Lod und Jerusalem ist letztmals für den 15. April 1948 belegt,:290 bevor arabische Kämpfer Teile des Streckenverlaufs zerstört und nach Ausbleiben der unmöglich gewordenen britischen Patrouillenfahrten eingenommen hatten. Im Krieg um Israels Unabhängigkeit, die am 14. Mai 1948 erklärt worden war, und mit der Invasion der Streitkräfte der arabischen Nachbarstaaten Königreich Ägypten, Königreich Irak, Transjordanien, Libanon und Syrien kam der Bahnbetrieb fast völlig zum Erliegen, auf der J&J-Linie ganz. Allein zwischen Haifa und einigen seiner Vororte lief der Betrieb weiter.

## Israelische Eisenbahn
Der Chief Operations Controller der PR, Moscheh Paikowitz (bald erster Generaldirektor der Rakkevet Israʾel (RI; hebräisch רַכֶּבֶת יִשְׂרָאֵל englisch Israel Railways)), und einige weitere zivile Kollegen hatten erfolgreich einen Teil der Schienenfahrzeuge in Petach Tiqwah zurückbehalten,:670f bevor der Betrieb dort wegen Abzugs der britischen Militäreisenbahner am 11. April 1948 eingestellt wurde.:548 Entsprechend konnte das verbliebene einheimische Bahnpersonal, das die RI gründete, den Verkehr ab Juli 1948 auf den militärisch gehaltenen und im Laufe des Krieges um die Unabhängigkeit Israels eingenommenen Bahnstrecken im zentralen Landesteil mit Fahrzeugen von Petach Tiqwah und Rechovot aus wieder in Gang bringen.:681 Dabei ging zwar die J&J-Linie wieder bis Tel Aviv in Betrieb, der Bahnhof Jaffa blieb aber stillgelegt.
Vor dem Waffenstillstandsabkommen von 1949 lag die J&J-Strecke zwischen Beit Schemesch und Jerusalem durch das umkämpfte Judäische Bergland nicht vollständig auf israelischem Territorium. Transjordanien stimmte aber im Waffenstillstandsabkommen einem Verlauf der trennenden Grünen Linie zu, die den gesamten Gleisabschnitt, wenn auch an einigen Stellen ganz knapp, in Israel zu liegen brachte. Im Gegenzug gestattete Israel, dass die arabische Bevölkerung im Grenzstreifen wohnen bleiben und die Bauern von Beit Safafa und Bittir, 5 km Luftlinie westlich von Jerusalem, weiterhin ihre Felder auf israelischem Gebiet bebauen durften.
Am 7. August 1949 wurde der Verkehr nach Jerusalem – nun durch die RI – offiziell wieder aufgenommen. Dem kam hoher symbolischer Wert für die israelische Präsenz im nun geteilten Jerusalem zu. Der Eröffnungszug mit Premierminister David Ben-Gurion an Bord wurde von einer vorausfahrenden Lokomotive, von parallel fahrenden Militärfahrzeugen und einem Flugzeug der Luftwaffe gesichert. Der reguläre Verkehr wurde erst im März 1950 aufgenommen.
Der von der Palestine Railways übernommene Fahrzeugbestand befand sich durch mangelnden Unterhalt während des Krieges in schlechtem Zustand. Hinzu kam, dass ein erheblicher Teil des arabischen Personals der PR während des Unabhängigkeitskrieges das Land verließ. Qualifizierter Ersatz war oft nicht sofort zu finden. Die RI begann ihren Betrieb so unter ziemlich schlechten und primitiven Bedingungen.

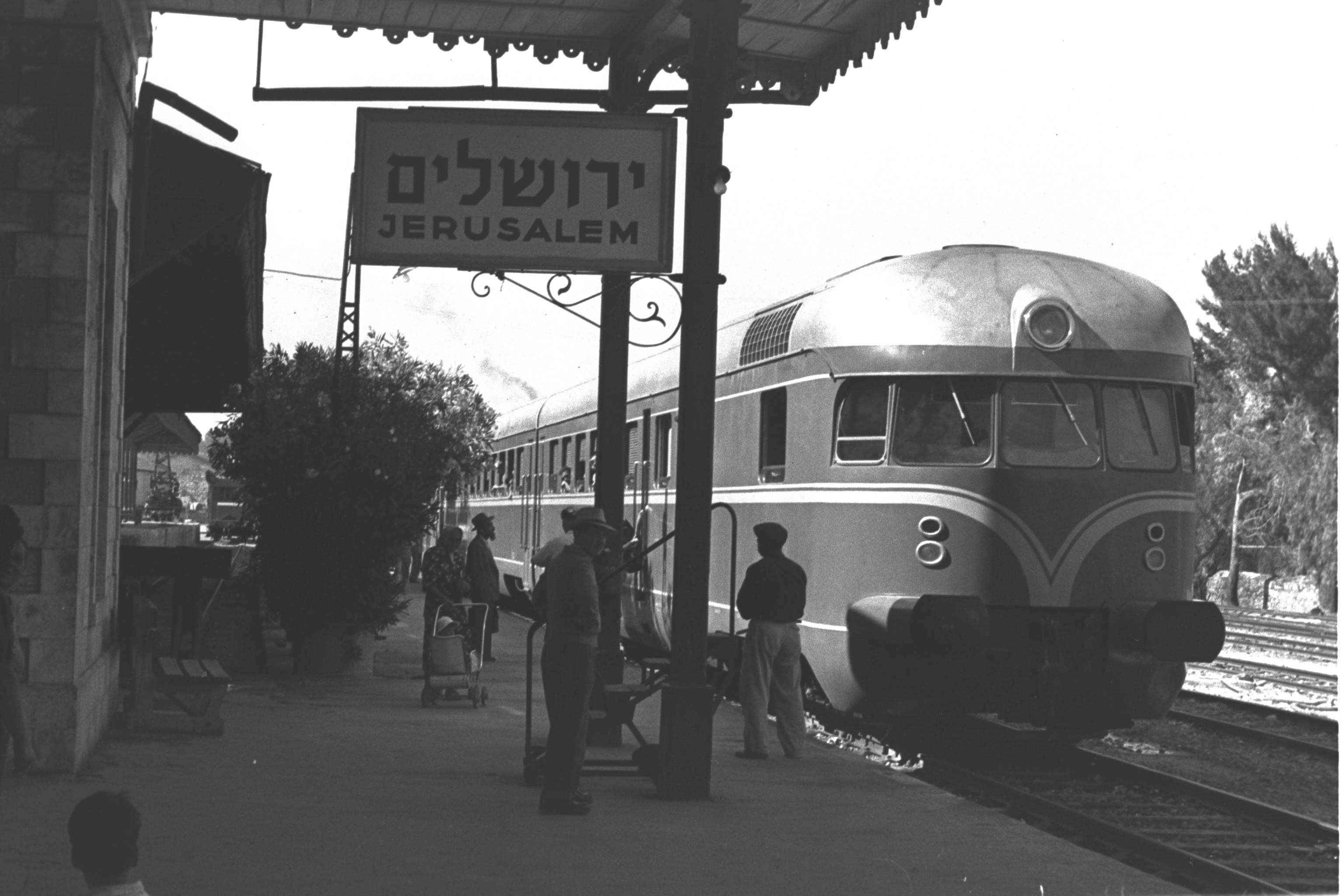
Zug der ME im Bahnhof Jerusalem, 1956

Nach dem Inkrafttreten des Luxemburger Abkommens (hebräisch שִׁלּוּמִים Schillūmīm) am 20. März 1953 konnte die israelische Regierung – in der Regel – deutsche Erzeugnisse aus verschiedenen Gütergruppen ordern. Gruppe 2 – stahlverarbeitende Industrie – enthielt auch die Produkte, die für den Ausbau der Eisenbahn gebraucht wurden. Israelische Käufer mussten für die Lieferungen aus der Bundesrepublik Deutschland nach einem festgelegten Wechselkurs an die israelische Regierung in Israelischen Pfund zahlen.
Jährlich standen für Schillumim zwischen 1953 und 1966 deutscherseits 250 Millionen DM zur Verfügung. In einem Gutachten, in dem bewertet wurde, wie diese Mittel am effektivsten einzusetzen seien, wurde schon 1952 darauf hingewiesen, dass neben dem Ausbau der Elektrizitätsversorgung die Entwicklung der Eisenbahn vorrangiges Ziel sein müsse. Investitionen in die Bahn seien volkswirtschaftlich sinnvoller als Straßenausbau. Die Hälfte der Gleise auf der Strecke nach Jerusalem wurde im Rahmen dieses Programms durch deutsche Schienen ersetzt.
Der Winterfahrplan 1961/1962 wies sechs Zugpaare auf der Strecke vom alten Südbahnhof Tel Avivs (hebr. Tel Aviv Darom) – Jerusalem aus. Bis 1977 war die Zahl auf zwei zurückgegangen. Gegenüber dem viel schnelleren Busverkehr der Egged hatte die Bahn ihre Attraktivität verloren. Mit der Einführung des Sommerfahrplans am 6. April 1986 wurde der tägliche Zugverkehr nach Tel Aviv eingestellt. Die Zahl der Fahrgäste hatte sich von Jahr zu Jahr verringert. Es verblieb nur ein Zugpaar von Haifa über Rosch haʿAyin und Lod nach Jerusalem. Lediglich Touristen und wenige Pendler nutzten die Züge.

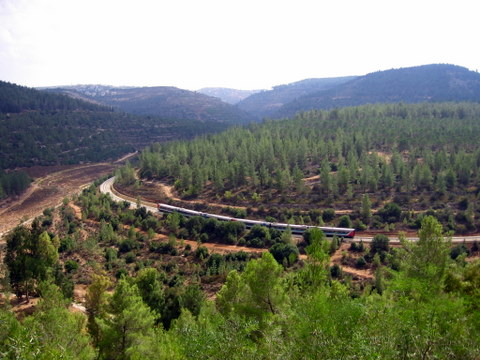
Zug nach Jerusalem im Judäischen Bergland, 2007

Der Wettbewerb mit der gut ausgebauten Haupt-Landesstraße Kvisch Echad schien aussichtslos. Busse brauchten weniger als die Hälfte der Fahrzeit eines Zuges zwischen Tel Aviv und Jerusalem. Eine Einstellung des Zugverkehrs in das in seinem Status als Hauptstadt des Landes nicht gerade unumstrittene Jerusalem war politisch aber nicht gewollt. Nachdem aber allein 1997 sechs Züge, vier davon binnen zweier Tage (einschließlich eines Bergungszuges), entgleist waren, wurde schließlich am 3. Juli 1998 der Verkehr auf der Strecke eingestellt. Seither ist der alte Bahnhof Jerusalem ohne Zugverkehr.

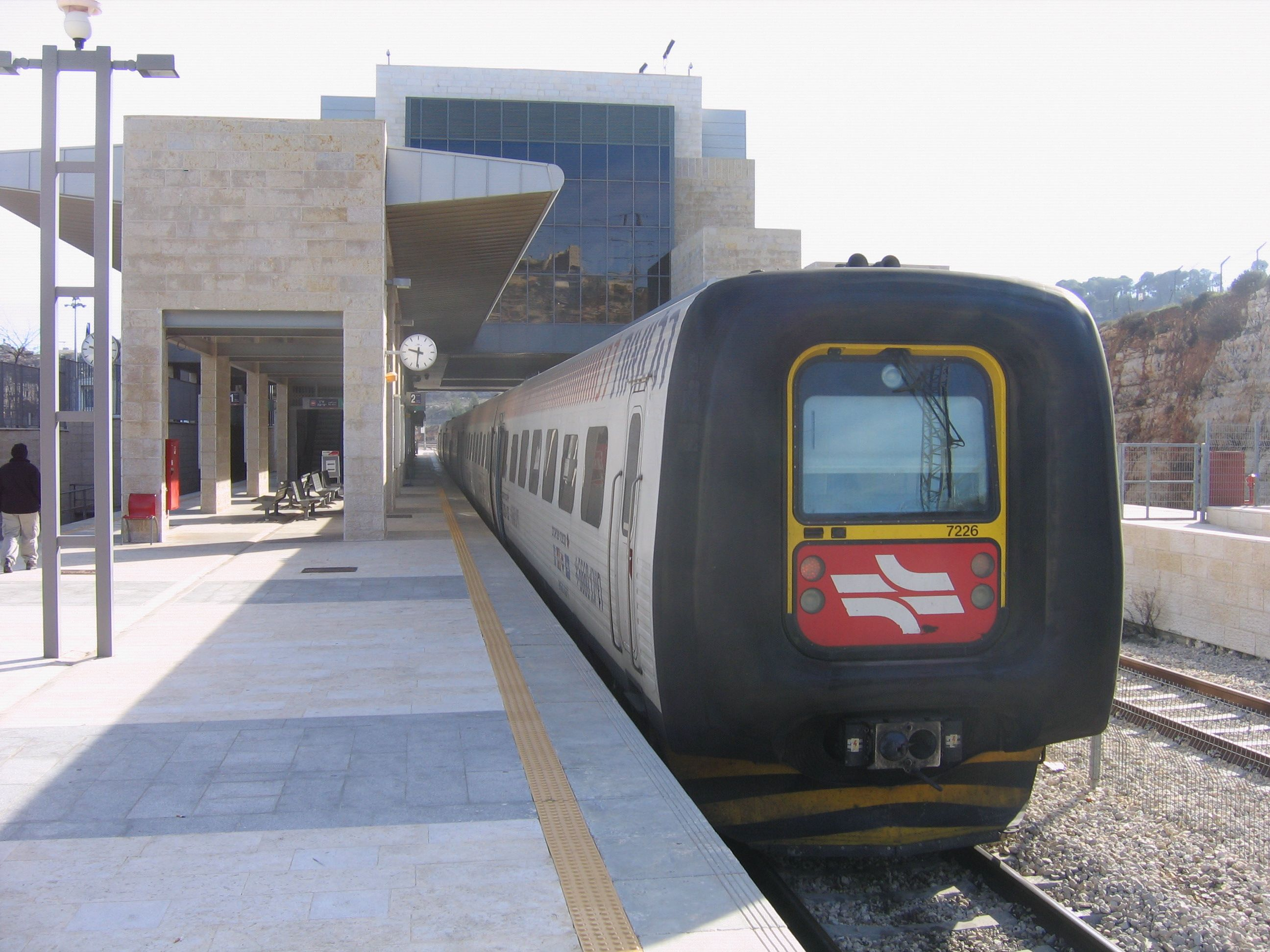
IC3-Dreiwagendieseltriebzug-Garnitur im Bahnhof Jerusalem-Malcha

Erst 2005 wurde nach eingehender Sanierung der Strecke der Betrieb wieder aufgenommen, allerdings nur noch bis zum neu gebauten Bahnhof Jerusalem-Malcha. Das Empfangsgebäude des alten Jerusalemer Bahnhofs wurde bis Mai 2013 in ein Kultur- und Freizeitzentrum umgebaut.
Im Jahre 2010 befuhren IC3-Dreiwagendieseltriebzüge (ֽֽhebräisch קְרוֹנוֹעַ/קְרוֹנוֹעִים Qrōnōʿa/Qrōnōʿīm, deutsch ‚Triebwagen [Ein-/Mehrzahl]‘) die J&J-Linie im Zwei-Stunden-Takt, der in der Stoßzeit auf einen Einstundentakt verdichtet wurde. Die Züge waren nur mäßig ausgelastet, da der Bahnhof Jerusalem-Malcha rund 20 Minuten Fahrzeit vom Stadtzentrum Jerusalems entfernt liegt und die Fahrzeit von etwa 90 Minuten zwischen Jerusalem und Tel Aviv immer noch erheblich über der auf der Straße liegt. Seit 2018 zog die neue Tempo 160 km/h zulassende Schnellfahrstrecke Tel Aviv–Jerusalem viele Bahnreisende ab.
Nach Einstellung des Bahnreiseverkehrs im März 2020 im Rahmen von Maßnahmen zur Eindämmung der Corona-Epidemie beließ die RI den Streckenabschnitt östlich von Beit Schemesch durchs Judäische Bergland bis auf weiteres stillgelegt, da er schon vor 2020 kaum frequentiert war, eine Wiederaufnahme des Betriebs in diesem Abschnitt ist einstweilen nicht geplant, wie Miri Regev im Juni 2020 verlauten ließ. Die zur Ausführung vorgesehenen Pläne von November 2022, die auf Beschlüsse von Verkehrs- und Finanzressort vom Juli 2020 zurückgehen, sehen vor, die Strecke Tel Aviv–Jerusalem bis zum Bahnhof Malcha zu verlängern, mit zwei unterirdischen Zwischenhalten, Bahnhof Jerusalem Merkaz am Rechov Jafo Ecke Rechov haNeviʾim und Bahnhof Jerusalem Chan unterhalb des historischen Bahnhofs Jerusalem, womit die Bahnhöfe Navon und Malcha dann Durchgangsbahnhöfe würden, und letzterer dann wieder in Betrieb ginge.

### Übersicht

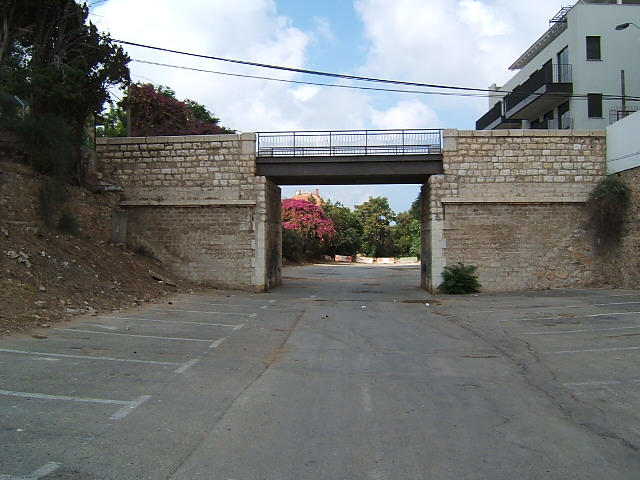
Gescher Chelouche über die Trasse der abgebauten J&J-Linie mit Parkplätzen, 2007

Die Rakkevet Israel (RI) bedient (2024) mit ihren Reisezuglinien 2 (Ultramrine Linie), 4 (Grüne Linie), 5 (Orange Linie) und 6 (Blaue Linie) Halte auf der J&J-Bahn. Von Ost nach West bestehen auf der J&J-Linie die Halte Beit Schemesch, Ramlah, Lod, Lod – Gannei Aviv, Kfar ChaBa"D und der Betriebsbahnhof Tel Aviv Darom. 
| Linie / Endstationen                | Verlauf |
| ----------------------------------- | --- |
| Ultramarine Linie (2) der RI:       | Strecken (Hauptlinie, West-Negev-Bahn, Sinai-Bahn, J&J-Linie) und Halte |
| Beʾer Scheva – Binjaminah: 24 Halte | Beʾer Scheva – Merkaz • Beʾer Scheva – Zafon / Universsitah • Ofaqim • Netivot • Sderot • Aschqelon • Aschdod – ʿAd Halom • Javneh – Mizrach • Rechovot • Beʾer Jaʿaqov • Lod • Lod – Gannei Aviv • Kfar ChaBa"D • Tel Aviv – haHagannah • Tel Aviv – haSchalom • Tel Aviv – Savidor Merkaz • Tel Aviv – Universsitah • Herzlia • Beit Jehoschuʿa • Netanjah – Sappir • Netanjah • Chaderah – Maʿarav • Caesareia–Pardes Channah • Binjaminah             |
| Grüne Linie (4) der RI              | Strecken (Hauptlinie, J&J-Linie, HBT-Bahn) und Halte |
| Beʾer Scheva – Naharijah: 21 Halte  | Beʾer Scheva – Merkaz • Beʾer Scheva – Zafon / Universsitah • Lehavim – Rahat • Qirjat Gat • Qirjat Malʾachi – Joʾav • Maskeret Batjah • Ramlah • Lod • Tel Aviv – haHagannah • Tel Aviv – haSchalom • Tel Aviv – Savidor Merkaz • Tel Aviv – Universitah • Haifa – Chof haKarmel • Haifa – Bat Gallim • Haifa – Merkaz haSchmonah • Haifa – Merkasit haMifratz • Haifa – Chutzot haMifratz • Haifa – Qirjat Chajim • Qirjat Motzkin • ʿAkko • Naharijjah |
| Orange Linie (5) der RI:            | Strecken (Hauptlinie, J&J-Linie, HBT-Linie, Karmiʾelbahn) und Halte |
| Beʾer Scheva – Karmiʾel: 18 Halte   | Beʾer Scheva – Merkaz • Beʾer Scheva – Zafon / Universsitah • Qirjat Gat • Lod • Tel Aviv – haHagannah • Tel Aviv – haSchalom • Tel Aviv – Savidor Merkaz • Tel Aviv – Universitah • Chaderah – Maʿarav • Caesareia–Pardes Channah • Binjaminah • Haifa – Chof haKarmel • Haifa – Bat Gallim • Haifa – Merkaz haSchmonah • Haifa – Merkasit haMifratz • Qirjat Motzkin • Achihud • Karmiʾel                                                               |
| Blaue Linie (6) der RI:             | Strecken (J&J-Linie, Hauptlinie) und Halte |
| Beit Schemesch – Netanjah: 11 Halte | Beit Schmemesch • Ramlah • Lod • Lod – Gannei Aviv • Tel Aviv – haHagannah • Tel Aviv – haSchalom • Tel Aviv – Savidor Merkaz • Tel Aviv – Universsitah • Herzlia • Beit Jehoschuʿa • Netanjah |

## Gescher Aharon Chelouche
Die älteste Brücke über Gleise im Lande ist der denkmalgeschützte Gescher Chelouche (גֶּשֶׁר אַהֲרֹן שְלוּש), der den Bahneinschnitt zwischen Neweh Zedeq und Amerikanisch-Deutscher Kolonie überspannt. Als der Kaufmann Aharon Chelouche (1840–1920) auf dem Weg von Neweh Zedeq nach Jaffa durch den Einschnitt über die Gleise 1892 mit seinem Fuhrwerk umstürzte und sich verletzte, ordnete der osmanische Statthalter den Bau der Brücke an.
Noch im gleichen Jahr errichtete die Compagnie de travaux publics et construction de Paris, die alle Bauten der J&J-Linie ausführte, nach Plänen des Ingenieurs Achilles Garrigues die Brücke. Sie ist acht Meter lang und vier Meter breit. Mit dem Einsatz höherer Lokomotiven musste sie 1928 auf fünf Meter erhöht werden. Dieser erhöhte Aufbau ist noch heute an der äußeren Erscheinung abzulesen.
Bei Wiederaufnahme des Betriebs durch die Rakkevet Israel blieb das südöstliche Ende der J&J-Linie zwischen Tel Aviv und Jaffa außer Dienst. Im Jahre 1950 wurde in diesem Bereich das Gleis demontiert, worauf er teils als Hinterhof anliegender Häuser und später vor allem als Parkraum für den wachsenden Individualverkehr diente. Im Jahre 2000 renoviert, wurde die Brücke 2018 Stein für Stein abgetragen, um Platz für den Tunnelbau in offener Bauweise unter diesem stillgelegten Teil der J&J-Linie zu machen, worin die Rote Linie des Danqal-Stadtbahnsystems seit 18. August 2023 unterirdisch passiert.
Nach Fertigstellung der Tunneldecke wurde der Gescher Chelouche 2019 wieder aufgebaut und östlich seiner auf der Tunneldecke bis Oktober 2020 im Schnellverfahren der neue Park haMesillah (hebräisch פָּארְק הַמְּסִלָּה Pārq haMəsillah, deutsch ‚Park des Gleises‘; Plene auch: … המסילה) angelegt. Im Park verweist ein neu einbetoniertes Gleis auf die Geschichte.

## Park haMesillah
2020 wurde entlang der historischen Trasse zwischen Bahnhof Jaffa und der Einmündung der J&J-Linie in den Rechov Jehudah HaLevi eine Grünanlage errichtet, in der auch bauliche Reste der alten Eisenbahninfrastruktur erhalten wurden. So liegen z. B. Gleise in dem Fußweg, der durch den Park führt. Schon 2012 wurde auch am anderen Ende der Strecke, in Jerusalem, ein solcher Park gestaltet und eröffnet.

## Neubaustrecke nach Jerusalem
Von 2001 bis 2018 entstand eine neue Bahnstrecke von Tel Aviv über den Ben-Gurion-Flughafen nach Jerusalem, Plan A1 oder Railway 29 genannt. Sie wurde am 20. September 2018 eingeweiht. Die Fahrzeit beträgt hier etwa 30 Minuten.

## Bilder zum Bahnhof Jaffa

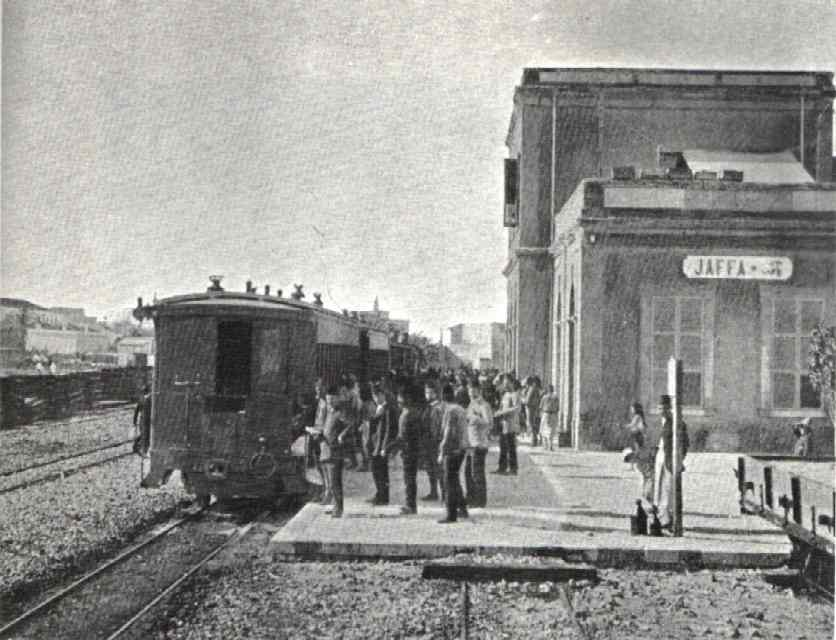
Bahnhof Jaffa 1892
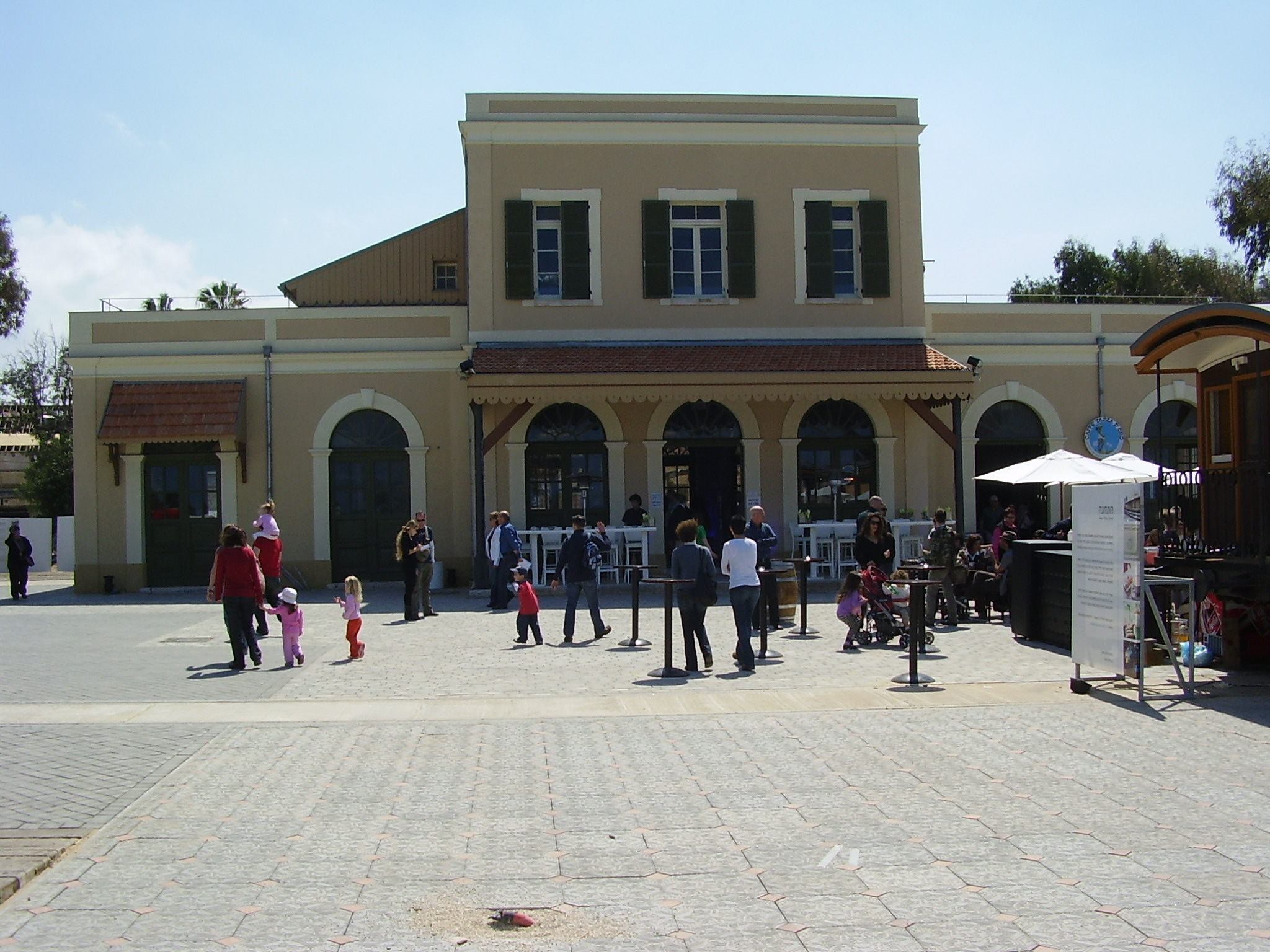
Bahnhof Jaffa, Straßenseite
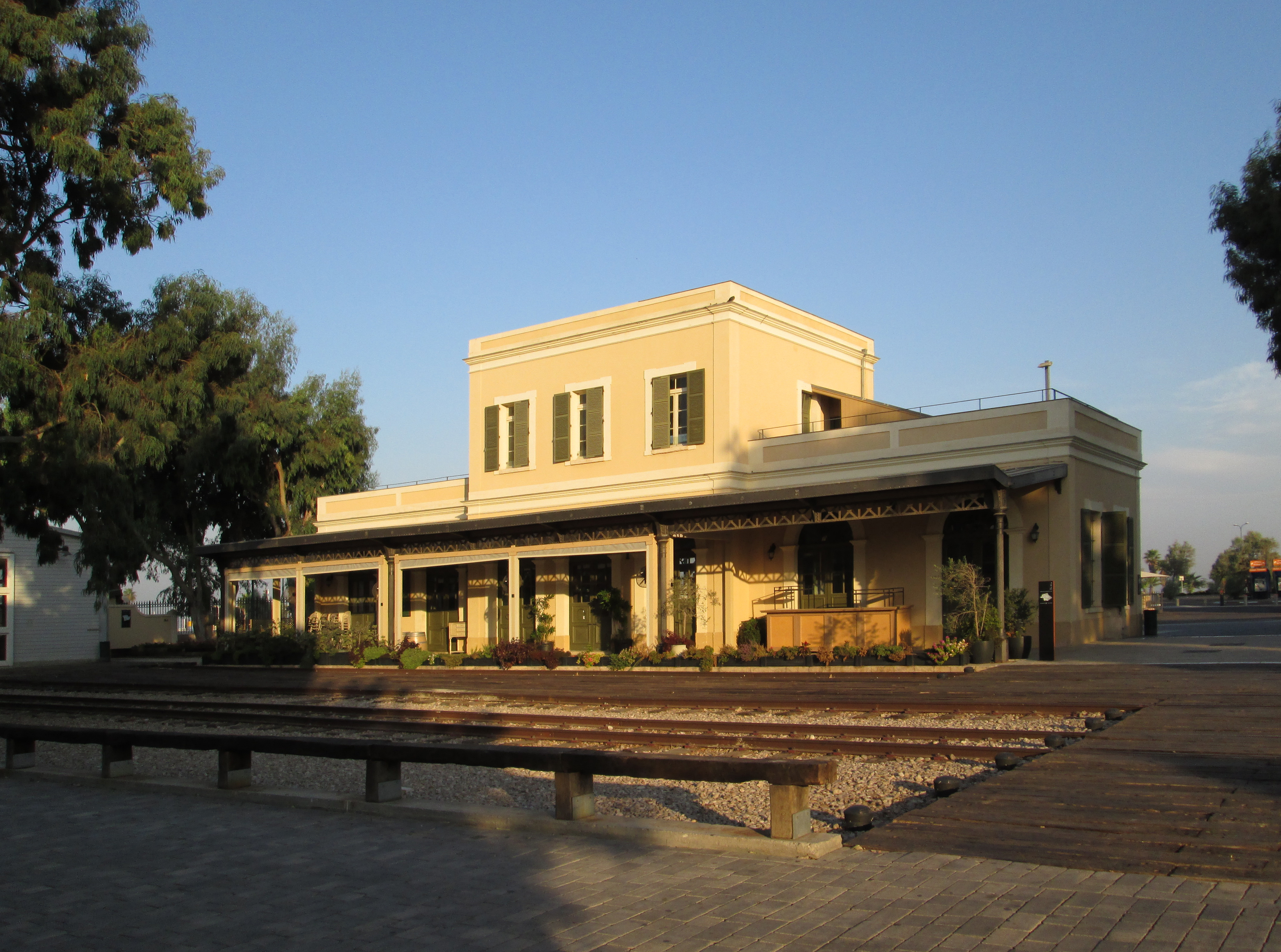
Bahnhof Jaffa, Empfangsgebäude Gleisseite
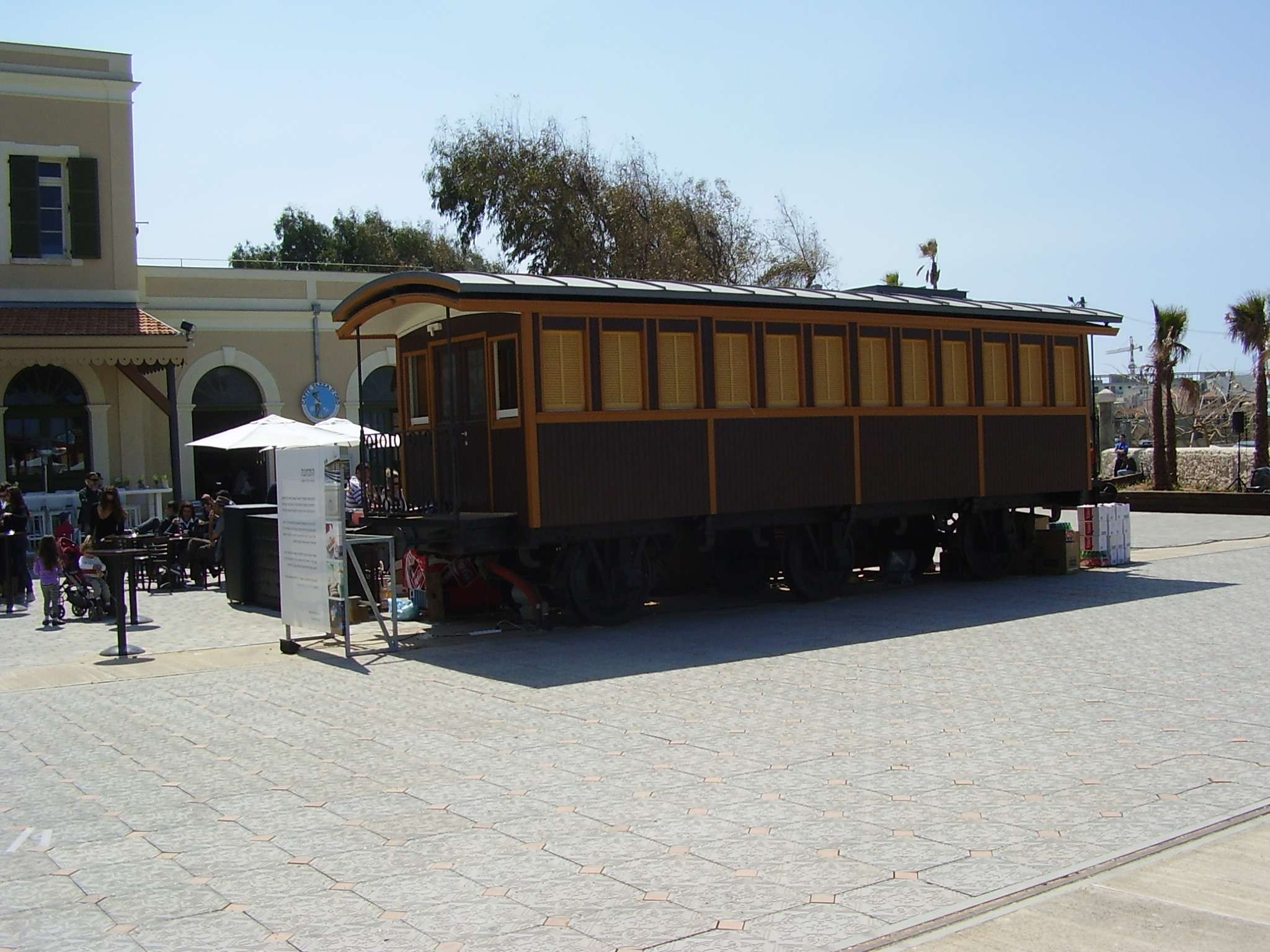
Nachbau eines historischen Wagens im Bahnhof Jaffa